# Maršovice (Boêmia Central)
Maršovice é uma comuna checa localizada na região da Boêmia Central, distrito de Benešov.